# Emblema nacional de Afganistán
El emblema nacional de Afganistán es el símbolo nacional de este país asiático. Afganistán ha tenido tantos emblemas nacionales, como cambios políticos. Desde el día 15 de agosto del año 2021, luego de la Caída de Kabul, los talibanes comenzaron a controlar el país, derrocando a la República Islámica, e instaurando su gobierno teocrático el día 8 de septiembre del mismo año, lo que los motivó a declarar oficiales los símbolos de su anterior gobierno, derrocado en el año 2001, cambiándose el emblema nacional por un escudo con algunos elementos similares al anterior, compuesto por el minbar (púlpito al que se accede por una escalera) con su mihrab (que siempre va orientado hacia La Meca) sobre la que se ubica un Corán abierto y un sol naciente. Dicho emblema incluye tres inscripciones: la shahāda (escrita siempre en árabe) en la cinta, debajo de esta el año 1415 (equivalente a 1995 — año de formación del movimiento Talibán— en el calendario musulmán) y en el engranaje د افغانستان اسلامی امارت («El Emirato Islámico de Afganistán»).
Pese a lo anterior, las fuerzas opositoras al régimen talibán han mantenido la simbología de la derrocada república islámica, incluyendo su bandera, y por ende su escudo, los que fueran adoptados el día 4 de enero de 2004 y que posteriormente serían modificados el día 19 de agosto del año 2013, en conjunto con la nueva Constitución afgana, el cual consiste en una mezquita (con dos banderas), debajo de la cual aparece el año 1298 del calendario persa (usado en Afganistán, equivalente al año 1919 en el calendario gregoriano, fecha en que se proclamó la independencia) y la palabra افغانستان («Afganistán») en una cinta que entrelaza la corona de espigas de trigo.
En las numerosas banderas usadas por este país siempre ha aparecido el escudo (excepto bajo los talibanes).

## Escudos históricos

### Protectorado británico
El primer emblema del país apareció en 1901, cuando Afganistán aún era un protectorado británico. Este consistía en una mezquita, con el minbar y el mihrab, con dos banderas, debajo de la cual aparecían dos cañones, dos espadas y dos 
bayonetas (simbolizando la importancia del ejército para el país) y rodeado de laureles. A veces aparecía una estrella sobre la mezquita.
|           |
| 1901-1919 |

### Monarquía
En 1919, con la proclamación de la independencia, el diseño de la mezquita fue complejizado (y sobre ella se añadió el chacó real) pero se quitaron varias armas, dejándose sólo dos espadas y rodeándose de rayos que forman ocho puntos y que reciben el emblema en un círculo. De este emblema aparecían variantes: una que en vez del círculo tenía forma de óvalo; otra con un libro sobre las espadas; y otra con los rayos formando siete puntas.
En 1926, junto con el cambio de título de Amanulá de emir a rey, se modificó el escudo: quitados el chacó, las espadas y los rayos, estos últimos se reemplazaron por dos ramas, una de laureles y otra de hojas de roble.
En 1928 fue reemplazado por un escudo totalmente nuevo, basado en la heráldica socialista, por influencia de la vecina Unión de Repúblicas Socialistas Soviéticas. El emblema era un paisaje montañoso rodeado de espigas de trigo unidas por cintas blancas (color islámico, con las palabras «Alá» y «Mahoma»), con un sol naciente (nueva era para el reino) y una estrella.
Pero en enero de 1929 Amanulá fue derrocado. Durante los días del caudillo Habibulá Kalakani se usó el escudo de 1919, sin espadas ni chacó y con dos ramas rodéándolo.
En octubre de 1929 Mohamed Nadir Shah se hizo con el gobierno. Dos años después, se adoptó un nuevo escudo, similar al actual: aparecía representada una mezquita (con dos banderas) con el minbar y el mihrab visibles, debajo el año 1348 del calendario persa (equivalente al año 1929 en que asumió el rey Nadir) y la palabra افغانستان («Afganistán») en una cinta que entrelaza la corona de espigas de trigo. Éste es el escudo de mayor duración.
|           |
| 1919-1926 |

|           |
| 1926-1928 |

|           |
| 1928-1929 |

|                    |
| enero-octubre 1929 |

|                                                                           |
| Gobierno alternativo de Ali Ahmad Khan en el emirato de Afganistán (1929) |

|           |
| 1931-1973 |

|           |
| 1973–1974 |

### República
En 1973, el último rey del país fue derrocado y al año siguiente se diseñó un nuevo escudo, que mostraba un águila estilizada con las alas desplegadas (por el pájaro legendario que colocó la corona en el primer rey ario, un pastor llamado Yama), en su pecho el minbar y el mihrab, un sol naciente que simbolizaba la nueva era republicana y rodeado de las tradicionales espigas de trigo. Debajo, una cinta con la inscripción en pastún  د افغانستان جمهوریت (Dǝ Afğānistān Jumhūriyat) («Estado Republicano de Afganistán») y چنګاښ ۱۳۵۲ (26 ۲۶ Čangax̌  1352) (fecha de la proclamación de la república).
Después del triunfo de la Revolución de abril de 1978, los símbolos nacionales fueron modificados. Se estableció una bandera roja con el escudo en dorado y rojo. Este emblema consistía en la palabra خلق (leído Jalq), que tanto en dari como en pastún significa «Pueblo», rodeada de la corona de espigas y en la parte superior una estrella y en la inferior una cinta con las inscripciones د ﺛور ﻧﻘﻼـب ١٣٥٧ (Dǝ S̠aur Enqelāb 1357) («La Revolución de Abril de 1978») y Dǝ Afğānistān Dimūkratīk Jumhūriyat («La República Democrática de Afganistán», nuevo nombre oficial del país).
A finales de 1979 el primer ministro Hafizullah Amín fue derrocado por el Consejo Revolucionario, que solicitó un contingente de ayuda militar soviética para estabilizar el país al recrudecer la guerra. En los meses siguientes se resolvió la creación de un nuevo escudo, más tradicional, que consistía en los tradicionales minbar y mihrab en un campo verde, tras el cual aparecía un sol naciente (en referencia al antiguo nombre de Jorasán, tierra del sol naciente, los rayos significando la libertad del pueblo), delante un libro abierto (representando tanto el Corán como el progreso cultural y científico traído por la Revolución), rodeado todo de una corona de espigas, los colores nacionales y un engranaje (la industrialización) y coronado por una estrella roja (buena suerte y victoria del Comunismo).
En 1987 se modificó el escudo: el libro y la estrella son retirados, el minbar, el mihrab, las espigas y el sol son estilizados, el horizonte es curvado y el engranaje es trasladado a la parte inferior.
|           |
| 1974-1978 |

|           |
| 1978-1980 |

|           |
| 1980-1987 |

|           |
| 1987-1992 |

### Islamismo
En 1992, los muyahidines (fundamentalistas islámicos) derrocaron al gobierno socialista y restauraron el escudo monárquico, pero agregando sobre la mezquita el takbir, un pequeño sol naciente y la shahada y, debajo del emblema, dos cimitarras. Las banderas de la mezquita aparecían en franjas horizontales en lugar de verticales para coincidir con la nueva enseña, el año fue modificado a 1371 (equivalente al de su toma del poder), la cinta llevaba el nuevo nombre oficial («Estado Islámico de Afganistán») y el escudo se representaba en dorado.
En 1996, una facción muyahidín, los talibanes, se impuso sobre las otras en la mayor parte del territorio y usaron un escudo con el minbar y el mihrab, arriba el Corán abierto y un sol naciente, rodeado de espigas de trigo entrelazadas por una cinta, en la parte inferior un engranaje y dos cimitarras. Llevaba tres inscripciones: la shahada en la cinta, debajo de esta el año 1415 (equivalente a 1995 —formación del movimiento— en el calendario musulmán, establecido por los talibanes) y en el engranaje د افغانستان اسلامی امارت («El Emirato Islámico de Afganistán»). En otras versiones usadas no se encuentra la shahada. Este escudo, como todo el régimen, sólo fue reconocido por tres países: Arabia Saudita, Emiratos Árabes Unidos y Pakistán. Sigue siendo usado por la insurgencia talibán.
En 2001, una coalición dirigida por Estados Unidos invadió Afganistán y derrocó a los talibanes y el nuevo régimen restauró el escudo muyahidín de 1992.
En 2002, se le quitaron las cimitarras y el pequeño sol naciente. Hay versiones de este escudo en dorado y en blanco y con las fechas diferentes a causa del cambio entre el calendario musulmán (usado sólo bajo los talibanes) y el calendario persa (usado siempre en Afganistán y restaurado en 2002).
En 2004 se le restauró el sol naciente sobre el takbir (aunque en ocasiones aparece debajo), el año cambió del de la victoria muyahidín (1371) al de la independencia (1298) y las palabras de la cinta «Estado Islámico de Afganistán» fueron reemplazadas por «Afganistán»; éste es el diseño de uso actual.
En 2021 tras la Caída de Kabul y el retorno de los talibanes al poder se reestableció el escudo utilizado por dicho grupo hasta antes de la invasión a Afganistán en 2001.
|           |
| 1992-1996 |

|                                     |
| 1997-2001 (primer gobierno talibán) |

|           |
| 2002-2004 |

|           |
| 2004-2013 |

|           |
| 2013-2021 |

|                                            |
| 2021-actualidad (segundo gobierno talibán) |

## Situaciones especiales
- Entre octubre de 1929 y 1931 la situación del escudo es incierta: se ha reportado el uso del escudo de 1919, así como su variante en óvalo en la bandera,[13] pero las monedas se acuñaban con el de 1926.[14] También se ha reportado el uso del escudo de la mezquita y los trigos desde 1930.[15]
- En 1973 cayó la monarquía y se ha reportado una supuesta orden gubernamental que ordenó quitar el año del escudo, pero la veracidad de este dato está puesta en duda.[16] En la práctica, el emblema fue directamente cercenado de la bandera.[17]
- Aunque el escudo de 1974 siguió siendo oficial hasta octubre de 1978, desde abril había sido quitado de las banderas.[18]
- En 1996 los talibanes tomaron Kabul, fecha señalada como inicio de su régimen. Sin embargo, tardaron un año en renombrar el país y establecer nuevos símbolos nacionales, entre ellos el escudo.

## Variantes

Escudo presente en la bandera (2004-2013)
Variante (2013-2021)